# Liste des personnages d'Adventure Time
Voilà certains personnages fictifs d'Adventure Time. La série met en scène Finn, un jeune garçon, et son meilleur ami Jake, un chien anthropomorphe possédant la faculté magique de changer de taille et de forme.

## Personnages principaux
- Finn l'humain – Finn est un jeune garçon qui n'adore rien de plus que de partir à l'aventure. Il porte un dessus blanc qui couvre ses cheveux blonds[1]. Lorsqu'il était bébé, Finn était orphelin, mais il a été adopté par les parents de Jake, Joshua et Margarette[2]. Se considérant sous les traits d'un héros, Finn est assoiffé d'aventure et, depuis ses déboires lorsqu'il était bébé, s'est juré d'aider quiconque aurait besoin d'aide. Cependant, débordant d'énergie, il est parfois contraint de réfréner ses pulsions et d'effectuer d'autres tâches que combattre[2],[3],[4]. Quelque temps après être secrètement tombé amoureux de la Princesse Chewing-Gum et ne réussissant pas à conquérir le cœur de cette dernière, Finn s'est lié dans une relation interpersonnelle avec la Princesse des Flammes[5],[6].

- Jake le chien – Jake est le meilleur ami et frère adoptif de Finn. Âgé de 28 ans « en âge de chien magique », il est référencé sous les traits physiques d'un bulldog[7],[8]. Ses pouvoirs magiques lui permettent d'étirer chaque partie de son corps, et d'atteindre n'importe quelle taille et n'importe quelle forme. Ses pouvoirs permettent à Finn de combattre et d'être transporté, mais sont souvent utilisés pour s'amuser[8]. Agissant comme le mentor et confident de Finn — bien que certains de ces conseils soient douteux — Jake possède une attitude posée, peu importe les situations[7]. Jake est en relation avec Miss Rainicorn, et ont plusieurs fils[9]. Les deux partagent un intérêt commun pour le violon[8].

## Personnages récurrents
- Princesse Chewing-Gum – Princesse Chewing-Gum est une princesse humanoïde composée de chewing-gum, comparable aux physiques des habitants du Royaume de la Confiserie qu'elle domine[10]. Le site officiel de la série la décrit comme « une millionnaire[8] Elle et Finn ont une relation complexe. Bien qu'elle se soucie beaucoup de lui, elle ne semble pas lui rendre son amour[5]. » Dans un épisode, il est révélé qu'elle et Marceline aurait une sorte de liaison par le passé. Sur Internet, cette information s'est transformée en controverse concernant l'orientation sexuelle de Marceline[11]. Ayant échappée à la mort, elle est devenue de plus en plus vulnérable. De ce fait, elle a créé un clone de type sphinx nommé Goliad qui prendrait sa place pour gouverner le Royaume[12]. Elle s'appelle en réalité Bonie Pink.

- BMO (prononcé phonétiquement Beemo ou Bimo) – une petite console de jeu vidéo et un robot vivant chez Finn et Jake[13]. BMO est androgène[13]. Son apparence est comparée à un « mélange entre une Game Boy et d'une Macintosh[14]. » BMO possède également d'autres fonctions comme la caméra, le réveille-matin et un lecteur vidéo[13]. Dans la version originale, BMO parle anglais avec un accent coréen[13],[14]. BMO a été créé par Moseph « Moe » Giovanni, un concepteur de robots ayant créé toute la gamme MO, un millier d'années avant le déroulement de la série. Bien qu'il ait créé des millions de robots, Giovanni a spécifiquement créé BMO pour comprendre le sens de la joie. Giovanni, ayant tenté de l'élever comme son propre enfant, a donné BMO à une autre famille[15].

- Marceline, la reine vampire – Marceline est mi-vampire mi-démon, et l'éponyme reine des vampire après avoir tué le roi des vampires, d'après le créateur de la série Ward[16],[17]. Bien qu'elle soit âgée d'un millier d'années, elle apparaît sous les traits physiques d'une jeune adulte[18]. Les circonstances concernant sa transformation en vampire restent inconnues[19]. Elle joue régulièrement avec sa basse en forme de hâche, qui fut un vestige de sa famille[19],[20]. Marceline et son père, Hunson Abadeer, ont du mal à s'accepter l'un et l'autre. À la base, Marceline ressent un profond manque d'amour paternel, et s'exprime à travers la musique[20]. Néanmoins, Abadeer met constamment la pression à Marceline pour qu'elle reprennent l'affaire familiale de la Nuitosphère, un travail que Marceline refuse de faire[21],[22]. Marceline et le Roi des Glaces ont également un lien complexe. Dans un épisode, il est révélé que le Roi des glaces — ensuite, l'humain du nom de Simon Petrikov — s'est lié d'amitié avec Marceline[23] il y a 996 ans, sans doute peu de temps après l'apocalypse de Ooo.

- Princesse Lumpy Space – souvent abrégée PLS, Princesse Lumpy Space est originaire d'une autre dimension[8]. Elle peut convertir d'autres personnages en « grumeaux » rien qu'en les mordant[24]. PLS est souvent sarcastique, vit en général en milieu sauvage, et semble être sans domicile fixe ; elle fuit ses deux parents, le roi et la reine Lumpy Space[8],[25],[26]. Au départ, les relations de Finn et Jake semblent être au ralenti, mais PLS réalise vite que Finn est un garçon de bonne foi, et lui révèle qu'il est censé être un véritable ami, contrairement à ceux qu'elle fréquentait sur Lumpy Space[26],[27].

- Miss Rainicorne – Miss Rainicorne est une créature "moitié-arc-en-ciel, moitié-licorne", la petite amie de Jake, et l'amie de Princesse Chewing-Gum[14],[28]. Elle peut changer les couleurs des objets et des autres personnages. Elle peut également voler grâce à son corps qui permet de « danser » avec la réfraction de la lumière[28]. Dans l'épisode pilote, elle communique par des cris d'oiseau Mais dans la série, elle parle coréen[14]. Sa relation avec Jake est très sérieuse, à tel point que Miss Rainicorn sera déclarée enceinte[28],[29].

- Princesse des Flammes – Princesse des Flammes, la fille du Roi des Flammes, et l'une des amies de Finn, est une jeune princesse âgée de 15 ans vivant au Royaume des Flammes[30]. Comme tout habitant du Royaume des Flammes, elle est composée de feu, et de fortes flammes sont émises lorsqu'elle est enragée[30]. Bien qu'elle soit considérée comme destructrice par son père, elle est de nature naïve qui la force à agir avec ses émotions. Finn la décrit comme « passionnée[30],[31]. ». Lorsqu'elle était petite, elle fut séquestrée par son père par peur que le trône lui soit volé[32]. Dans un épisode, Finn exprime délibérément de la haine envers son père après avoir su pour son emprisonnement[31]. Finalement, la Princesse des Flammes se questionne sur sa personnalité, à savoir si elle est maléfique ou non. Finn est persuadé qu'elle ne l'est pas. La Princesse des Flammes conclut, bien qu'elle adore la destruction, qu'elle apprécie uniquement de détruire les méchants[33]. La Princesse des Flammes et Finn engagent par la suite une relation sentimentale[6]. Elle pardonne Finn pour ce qu'il lui a fait, mais refuse de retourner avec lui[32].

## Antagonistes récurrents
- Roi des Glaces – Le Roi des Glaces est l'antagoniste récurrent de la série, âgé de 1 043 ans[34],[35]. Le Roi des Glaces kidnappe fréquemment les princesses sur Ooo pour les forcer à se marier avec lui, Princesse Chewing-Gum étant sa cible préférée[8]. Les pouvoirs magiques de glace qu'il possède proviennent de sa couronne de glace qu'il porte, ce qui lui cause directement sa folie[36]. Bien que considéré par certains comme un fou, le Roi des Glaces est habituellement seul et incompris, et entretient une relation amicale avec les manchots de la banquise[8]. Il envie secrètement Finn et Jake du fait qu'ils soient bons amis[37]. Finn et Jake apprennent dans un épisode que le Roi des Glaces était autrefois un humain antiquaire nommé Simon Petrikov qui a acheté sa couronne en Scandinavie. Portant la couronne, Petrikov perd à la fois ses esprits et sa fiancée Betty. Cela explique son besoin inconscient des princesses.

- Roi Lich – Lich est un sorcier mort-vivant et diabolique, qui a auparavant participé à la « guerre des champignons »[16]. Il tente initialement de détruite (?) avant d'être arrêté par Billy[38]. Après s'être libéré de sa prison en récitant une incantation maléfique grâce à un escargot duquel il a pris possession, le Roi Lich parvient à récupérer ses pouvoirs dans le but de détruire Ooo, mais il est annihilé par Finn[39],[38]. Néanmoins, il réussit à survivre en prenant possession du corps de la Princesse Chewing-Gum, puis est vaincu par Finn et le Roi des Glaces[39].